# خرج ولم يعد (مسلسل)
خرج ولم يعد، هو مسلسل كوميدي كويتي، من إنتاج تلفزيون الكويت 1982. من إخراج حمدي فريد وكتبه طارق عثمان متكون من 13 حلقة.

## قصة العمل
تدور قصته حول «سليمان أبو الريش» المتزوج من «غنيمة» صاحبة الشركة التي يديرها، ثم يتزوج عليها «دلال»، وتبدأ الأحداث بالتضخم إلى أن تنتهي بجنون «سليمان أبو الريش» وهروبه من المنزل.
تجتمع المواقف والاحداث في بيت واحد عندما تجتمع غنيمة "حياة الفهد"، بشريكتها دلال "سعاد عبد الله"، فتحتدم بينهم المنافسة فتحاول كل منهما إيقاع الأخرى في الفخ لتكون السلطة لها أكثر من الثانية.

## أبطال المسلسل
- غانم الصالح
- حياة الفهد
- سعاد عبد الله
- إبراهيم الصلال
- خليل إسماعيل
- طيبة الفرج
- انتصار الشراح
- سمير القلاف

## وصلات خارجية
- مقدمة المسلسل على يوتيوب
- خرج ولم يعد على موقع IMDb (الإنجليزية)
- خرج ولم يعد على موقع قاعدة بيانات الأفلام العربية
- خرج ولم يعد على موقع قاعدة بيانات الفيلم (الإنجليزية)